# Szwecja na Zimowych Igrzyskach Olimpijskich 1976
Szwecję na Zimowych Igrzyskach Olimpijskich 1976 reprezentowało 39 zawodników: 30 mężczyzn i dziewięć kobieta. Był to dwunasty start reprezentacji Szwecji na zimowych igrzyskach olimpijskich.

## Zdobyte medale
| Medal | Zawodnik         | Dyscyplina            | Konkurencja            | Rezultat     |
| ----- | ---------------- | --------------------- | ---------------------- | ------------ |
| Brąz  | Benny Södergren  | Biegi narciarskie     | Bieg na 50 km mężczyzn | 2:39:39,21 h |
| Brąz  | Ingemar Stenmark | Narciarstwo alpejskie | Slalom gigant mężczyzn | 3:27,41 min  |

## Skład kadry

### Biathlon
Mężczyźni
| Zawodnik                                                         | Konkurencja         | czas biegu | Kary  | Łączny czas | Pozycja |
| ---------------------------------------------------------------- | ------------------- | ---------- | ----- | ----------- | ------- |
| Sune Adolfsson                                                   | Bieg na 20 km       | 1:16:00,50 | 2:00  | 1:18:00,50  | 8.      |
| Lars-Göran Arwidson                                              | Bieg na 20 km       | 1:13:34,37 | 5:00  | 1:18:34,37  | 10.     |
| Torsten Wadman                                                   | Bieg na 20 km       | 1:15:20,34 | 15:00 | 1:30:20,34  | 48.     |
| Mats-Åke Lantz Torsten Wadman Sune Adolfsson Lars-Göran Arwidson | Sztafeta 4 × 7,5 km | 2:08:46,90 | 8     | 2:08:46,90  | 8.      |

### Biegi narciarskie
Mężczyźni
| Zawodnik                                                             | Konkurencja        | czas       | Pozycja |
| -------------------------------------------------------------------- | ------------------ | ---------- | ------- |
| Benny Södergren                                                      | Bieg na 15 km      | 45:59,91   | 13.     |
| Thomas Wassberg                                                      | Bieg na 15 km      | 46:13,35   | 15.     |
| Tommy Limby                                                          | Bieg na 15 km      | 47:00,06   | 23.     |
| Sven-Åke Lundbäck                                                    | Bieg na 15 km      | 47:12,85   | 30.     |
| Benny Södergren                                                      | Bieg na 30 km      | 1:33:10,98 | 12.     |
| Tommy Limby                                                          | Bieg na 30 km      | 1:34:32,47 | 15.     |
| Christer Johansson                                                   | Bieg na 30 km      | 1:35:23,27 | 21.     |
| Sven-Åke Lundbäck                                                    | Bieg na 30 km      | 1:36:40,86 | 35.     |
| Benny Södergren                                                      | Bieg na 50 km      | 2:39:39,21 | brąz    |
| Tommy Limby                                                          | Bieg na 50 km      | 2:42:43,58 | 8.      |
| Sven-Åke Lundbäck                                                    | Bieg na 50 km      | 2:45:04,82 | 16.     |
| Matti Kuosku                                                         | Bieg na 50 km      | 2:45:33,41 | 19.     |
| Benny Södergren Christer Johansson Thomas Wassberg Sven-Åke Lundbäck | Sztafeta 4 × 10 km | 2:11:16,88 | 4.      |

Kobiety
| Zawodnik                                                                | Konkurencja       | czas       | Pozycja |
| ----------------------------------------------------------------------- | ----------------- | ---------- | ------- |
| Eva Olsson                                                              | Bieg na 5 km      | 16         | 5.      |
| Lena Carlzon-Lundbäck                                                   | Bieg na 5 km      | 16:54,59   | 14.     |
| Görel Partapuoli                                                        | Bieg na 5 km      | 17:20,34   | 22.     |
| Maria Rautio                                                            | Bieg na 5 km      | 17:59,25   | 32.     |
| Eva Olsson                                                              | Bieg na 10 km     | 31:08,72   | 5.      |
| Lena Carlzon-Lundbäck                                                   | Bieg na 10 km     | 31:33,06   | 10.     |
| Görel Partapuoli                                                        | Bieg na 10 km     | 32:04,63   | 16.     |
| Marie Johansson-Risby                                                   | Bieg na 10 km     | 32:33,18   | 21.     |
| Lena Carlzon-Lundbäck Görel Partapuoli Marie Johansson-Risby Eva Olsson | Sztafeta 4 × 5 km | 1:10:14,68 | 4.      |

### Bobsleje
Mężczyźni
| Osada | Zawodnik                                                   | Konkurencja | Ślizg 1 | Ślizg 2 | Ślizg 3 | Ślizg 4 | Łącznie | Pozycja |
| ----- | ---------------------------------------------------------- | ----------- | ------- | ------- | ------- | ------- | ------- | ------- |
| SWE-I | Carl-Erik Eriksson Kenth Rönn                              | Dwójki      | 57,09   | 57,20   | 57,16   | 56,96   | 3:48,41 | 9.      |
| SWE-I | Carl-Erik Eriksson Jan Johansson Leif Johansson Kenth Rönn | Czwórki     | 56,12   | 56,48   | 56,87   | 57,65   | 3:47,12 | 16.     |

### Łyżwiarstwo szybkie
Mężczyźni
| Zawodnik         | Konkurencja   | Konkurencja   | Konkurencja    | Konkurencja    | Konkurencja    | Konkurencja    | Konkurencja    | Konkurencja    | Konkurencja      | Konkurencja      |
| Zawodnik         | Bieg na 500 m | Bieg na 500 m | Bieg na 1000 m | Bieg na 1000 m | Bieg na 1500 m | Bieg na 1500 m | Bieg na 5000 m | Bieg na 5000 m | Bieg na 10 000 m | Bieg na 10 000 m |
| Zawodnik         | Czas          | Miejsce       | Czas           | Miejsce        | Czas           | Miejsce        | Czas           | Miejsce        | Czas             | Miejsce          |
| ---------------- | ------------- | ------------- | -------------- | -------------- | -------------- | -------------- | -------------- | -------------- | ---------------- | ---------------- |
| Mats Wallberg    | 39,56         | 4.            | 1:21,27        | 7.             | 2:08,72        | 22.            |                |                |                  |                  |
| Oloph Granath    | 39,93         | 9.            |                |                |                |                |                |                |                  |                  |
| Johan Granath    | 40,25         | 13.           | 1:22,63        | 13.            |                |                |                |                |                  |                  |
| Bernt Jansson    |               |               | 1:30,27        | 31.            |                |                |                |                |                  |                  |
| Dan Johansson    |               |               |                |                | 2:04,73        | 16.            | 8:12,37        | 25.            |                  |                  |
| Örjan Sandler    |               |               |                |                |                |                | 7:39,69        | 8.             | 15:16,21         | 5.               |
| Lennart Carlsson |               |               |                |                | 2:04,76        | 17.            | 7:53,02        | 16.            | 15:53,89         | 13.              |

Kobiety
| Zawodnik            | Konkurencja   | Konkurencja   | Konkurencja    | Konkurencja    | Konkurencja    | Konkurencja    | Konkurencja    | Konkurencja    |
| Zawodnik            | Bieg na 500 m | Bieg na 500 m | Bieg na 1000 m | Bieg na 1000 m | Bieg na 1500 m | Bieg na 1500 m | Bieg na 3000 m | Bieg na 3000 m |
| Zawodnik            | Czas          | Miejsce       | Czas           | Miejsce        | Czas           | Miejsce        | Czas           | Miejsce        |
| ------------------- | ------------- | ------------- | -------------- | -------------- | -------------- | -------------- | -------------- | -------------- |
| Ann-Sofie Järnström | 44,49         | 13.           | 1:32,06        | 14.            |                |                |                |                |
| Sylvia Filipsson    | 45,97         | 22.           |                |                | 2:22,42        | 14.            | 4:48,15        | 6.             |

### Narciarstwo alpejskie
Mężczyźni
| Zawodnik          | Konkurencja | Konkurencja | Konkurencja       | Konkurencja                 | Konkurencja                 | Konkurencja                 | Konkurencja       | Konkurencja                 | Konkurencja                 | Konkurencja                 |
| Zawodnik          | Zjazd       | Zjazd       | Slalom gigant     | Slalom gigant               | Slalom gigant               | Slalom gigant               | Slalom specjalny  | Slalom specjalny            | Slalom specjalny            | Slalom specjalny            |
| Zawodnik          | Czas        | Pozycja     | Czas 1. przejazdu | Czas 2. przejazdu           | Czas łączny                 | Pozycje                     | Czas 1. przejazdu | Czas 2. przejazdu           | Czas łączny                 | Pozycja                     |
| ----------------- | ----------- | ----------- | ----------------- | --------------------------- | --------------------------- | --------------------------- | ----------------- | --------------------------- | --------------------------- | --------------------------- |
| Ingemar Stenmark  |             |             | 1:46,51           | 1:40,90                     | 3:27,41                     | brąz                        | 1:02,34           | Nie ukończył 2-go przejazdu | Nie ukończył 2-go przejazdu | Nie ukończył 2-go przejazdu |
| Stig Strand       |             |             | 1:48,63           | 1:45,03                     | 3:33,66                     | 12.                         | 1:03,27           | 1:05,81                     | 2:09,08                     | 12.                         |
| Torsten Jakobsson |             |             | 1:48,26           | Nie ukończył 2-go przejazdu | Nie ukończył 2-go przejazdu | Nie ukończył 2-go przejazdu | 1:04,21           | 1:07,03                     | 2:11,24                     | 17.                         |
| Gudmund Söderin   |             |             | 1:50,94           | Nie ukończył 2-go przejazdu | Nie ukończył 2-go przejazdu | Nie ukończył 2-go przejazdu | 1:05,60           | Nie ukończył 2-go przejazdu | Nie ukończył 2-go przejazdu | Nie ukończył 2-go przejazdu |

### Saneczkarstwo
Mężczyźni
| Zawodnik                       | Konkurencja | Ślizg 1 | Ślizg 2 | Ślizg 3 | Ślizg 4 | Łącznie  | Pozycja |
| ------------------------------ | ----------- | ------- | ------- | ------- | ------- | -------- | ------- |
| Stefan Kjernholm               | Jedynki     | 54,382  | 53,495  | 53,502  | 53,611  | 3:34,990 | 15.     |
| Michael Gårdebäck              | Jedynki     | 54,662  | 53,887  | 53,701  | 53,898  | 3:36,148 | 17.     |
| Nils Vinberg                   | Jedynki     | 54,916  | 54,494  | 54,640  | 54,429  | 3:38,479 | 21.     |
| Michael Gårdebäck Nils Vinberg | Dwójki      | 44,958  | 44,259  |         |         | 1:29,217 | 14.     |

Kobiety
| Zawodnik          | Konkurencja | Ślizg 1 | Ślizg 2 | Ślizg 3 | Ślizg 4 | Łącznie  | Pozycja |
| ----------------- | ----------- | ------- | ------- | ------- | ------- | -------- | ------- |
| Veronica Holmsten | Jedynki     | 44,751  | 44,635  | 44,456  | 44,766  | 2;58,608 | 15.     |
| Agneta Lindskog   | Jedynki     | 46,050  | 44,581  | 44,771  | 44,541  | 2:59,943 | 18.     |

### Skoki narciarskie
Mężczyźni
| Konkurencja            | Skoczek         | Skok 1    | Skok 1 | Skok 2    | Skok 2 | Nota  | Pozycja |
| Konkurencja            | Skoczek         | odległość | Nota   | odległość | Nota   | Nota  | Pozycja |
| ---------------------- | --------------- | --------- | ------ | --------- | ------ | ----- | ------- |
| Skocznia normalna K-84 | Odd Brandsegg   | 74,0      | 99,2   | 76,0      | 105,4  | 204,6 | 41.     |
| Skocznia normalna K-84 | Thomas Lundgren | 74,0      | 100,7  | 70,0      | 87,3   | 188,0 | 51.     |
| Skocznia duża K-104    | Odd Brandsegg   | 88,5      | 96,9   | 80,0      | 84,5   | 181,4 | 25.     |